# Тагизаде, Эльдар Абдулла оглы
Эльдар Абдулла оглы Тагизаде (азерб. Eldar Abdulla oğlu Tağızadə; 6 сентября 1963 — 3 июня 1992) — сотрудник правоохранительных органов Республики Азербайджан, Национальный Герой Азербайджана (1992).

## Биография
Родился Эльдар Тагизаде 6 сентября 1963 года в городе Баку, Азербайджанской ССР. В 1970 году был принят на обучение в школу №164. Активист школы он являлся заместителем секретаря комитета комсомола, был внештатным сотрудником горкома комсомола. По завершении обучения в школе был награждён грамотой РК ЛКСМ. С детства очень любил языки, литературу. Всегда хотел быть оперативным работником уголовного розыска.
В 1980 году, завершив обучение в школе, Тагизаде поступил на обучение в Азербайджанский государственный университет им. С.М. Кирова. Студентом был избран заместителем секретаря комсомольской организации факультета, а с 1983 по 1984 годы выполнял обязанности заместителя секретаря комитета комсомола университета. В 1984 году был избран заведующим отделом интернациональных связей Азербайджанского государственного университета. Одновременно завершил обучение с отличием в Закавказской Комсомольской школе. Награждён почётной грамотой ЦК ЛКСМ Азербайджана.
В 1985 году с отличием завершил обучение в университете и, пройдя курсы военной подготовки, получил звание лейтенанта запаса. Стал работать в научно-исследовательском институте, а также уделял время внештатной работе в уголовном розыске РОВД 26 Бакинских комиссаров.
После прохождения стажировки в отделе внутренних дел, в 1989 году был направлен в город Свердловск на Высшие курсы МВД СССР по уголовному розыску. Через год, окончив курсы он, в звании старшего лейтенанта, возвратился в Баку. Был назначен старшим оперативником в уголовный розыск РОВД 26 Бакинских комиссаров. Позднее был переведён в МВД республики в отдел национальных отношений, с присвоением звания капитан милиции. В дальнейшем продолжил работу в отделе по борьбе с наркобизнесом, затем был назначен заместителем начальника Боевого Управления по борьбе с бандитизмом и терроризмом.
Эльдар Тагизаде часто участвовал в освобождении заложников в Нагорном Карабахе. Благодаря ему были освобождены несколько человек. 3 июня 1992 года был вновь командирован в Карабах. Ему предстояло обезвредить опасного преступника по прозвищу "Шака". В ходе операции, оказавшись один на один с врагом, Эльдар был тяжело ранен в грудь четырьмя выстрелами из пистолета в упор. По дороге в больницу он умер.
Увлекался борьбой самбо и карате. Был женат, воспитывал двоих сыновей — Урфана и Кямала.

## Память
Указом Президента Азербайджанской Республики № 162 от 3 сентября 1992 года Эльдару Абдулла оглы Тагизаде было присвоено звание Национального Героя Азербайджана (посмертно).
Похоронен в Аллее шахидов города Баку.
Именем Национального Героя Азербайджана названы одна из улиц города Баку и средняя школа №164, в которой учился Эльдар Тагизаде. 